# Guardians of Heritage – Hüter der Geschichte
Guardians of Heritage – Hüter der Geschichte ist eine dreiteilige Dokumentarfilmreihe, die vom TV-Sender History Deutschland produziert wurde. 

## Handlung
Für die Dokumentarfilmreihe reisen Hannes Jaenicke, Aglaia Szyszkowitz, Ulrike Folkerts, Christian Berkel und Clemens Schick nach Jordanien, Bosnien und Herzegowina, Israel, Deutschland, Spanien, USA, Kanada und Kambodscha, um Menschen und Projekte zu besuchen, die sich für den Schutz oder die Wiederherstellung von Kulturgut oder dem kulturellem Welterbe einsetzen.

## Ausstrahlung
Die Erstausstrahlung der Serie fand im November und Dezember 2017 auf dem Bezahlfernsehsender History Deutschland statt.

## Episodenliste
| Nr. | Episodentitel                | Erstausstrahlung  | Regie            | Inhalt |
| --- | ---------------------------- | ----------------- | ---------------- | --- |
| 1   | Kampf der Kultur             | 26. November 2017 | Emanuel Rotstein | „Hannes Jaenicke nimmt die Zerstörung Jahrtausende alter Kulturstätten durch den Islamischen Staat zum Anlass, sich auf eine Reise in das Flüchtlingslager Zaatari in der Wüste Jordaniens zu begeben, während Aglaia Szyszkowitz in das kriegsversehrte Sarajevo reist. Sie wollen herausfinden, was mit Menschen passiert, deren kulturelle Identität attackiert wird und wie Kultur bewahrt werden kann.“ |
| 2   | Nie wieder                   | 3. Dezember 2017  | Emanuel Rotstein | „Christian Berkel begibt sich in Lodz auf eine Spurensuche nach den jüdischen Wurzeln seiner Familie. In Kambodscha untersucht Clemens Schick unterdessen die tiefen Wunden, die die Schreckensherrschaft der Roten Khmer in der Kultur des Landes hinterlassen hat. Christian Ude besucht die Jüdische Gemeinde München, die mit seiner Unterstützung in das Herz der Stadt zurückgekehrt ist.“ |
| 3   | Lernen aus der Vergangenheit | 10. Dezember 2017 | Emanuel Rotstein | „Christian Berkel reist nach Jerusalem und besucht dort den Tempelberg, die Klagemauer und die Grabeskirche, drei heilige Orte, die für Menschen verschiedener Religionen von kultureller Bedeutung sind. Ulrike Folkerts begibt sich währenddessen nach Seattle zur Quinault Nation und stellt dort fest, was für Gefahren der Stamm aufgrund des Klimawandels ausgesetzt ist.“ Im Deutschen Historischen Museum trifft Esther Schweins unterdessen junge syrische und irakische Flüchtlingen, die heute in Berlin als Museumsführer arbeiten, um ihren Landsleuten Geschichte und Kultur in der gemeinsamen Muttersprache näherzubringen. |